# Centro storico di Salisburgo
Il Centro storico di Salisburgo (in tedesco: Altstadt Salzburg) è un quartiere di Salisburgo, riconosciuto come patrimonio mondiale dell'umanità da parte dell'UNESCO nel 1996. Corrisponde al centro storico della città e alla città vecchia, situato sulla sponda sinistra e destra del fiume Salzach.
I monumenti più significativi che si trovano nell'Altstadt sono:
- Cattedrale di Salisburgo
- Chiesa Collegiata
- Chiesa francescana
- Chiesa della Santissima Trinità
- Abbazia di Nonnberg
- Abbazia di San Pietro con il Petersfriedhof
- Residenz su Residenzplatz
- Großes Festspielhaus e Kleines Festspielhaus (Casa di Mozart)
- Casa natale di Mozart a Getreidegasse
- Palazzo Mirabell
- Fortezza Hohensalzburg
- Felsenreitschule